# 金沙鎮 (金門縣)

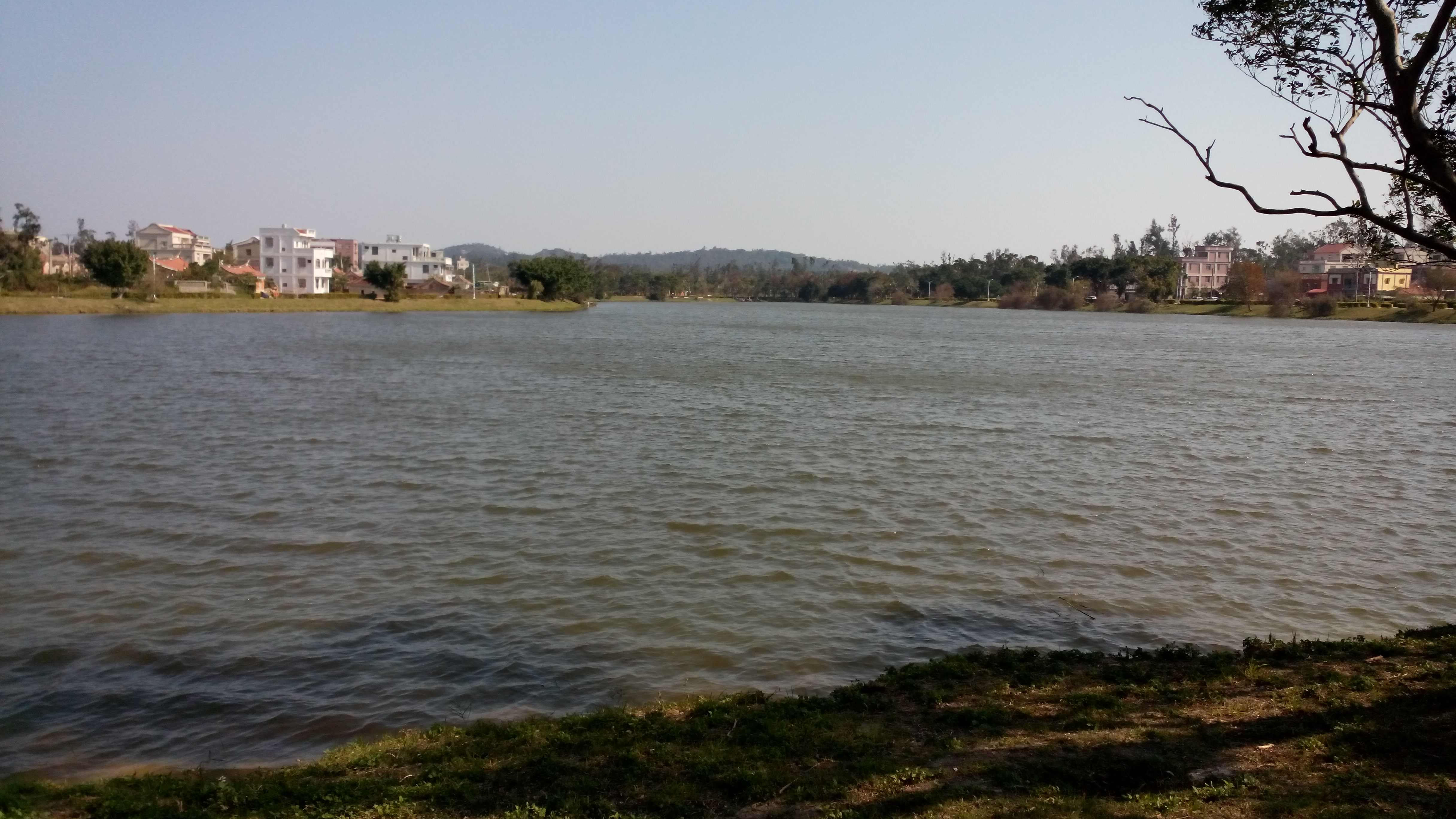
位於金沙水庫旁的榮湖

金沙鎮隸屬中華民國福建省金門縣，位居金門島之東北部，由於地處東北季風迎風面，風害狂烈，因此用以防風定砂的風獅爺特別多。地形略呈三角形，南與金湖鎮相鄰。

## 人口
根據金門縣政府民政處統計，2024年底金沙鎮戶數約6.8千戶，人口約2.1萬人，人口密度每平方公里約502人，是金門縣人口密度最低的行政區。鎮內人口最多與最少的里分別是汶沙里與大洋里，2024年底兩里人口分別為5,551人與1,418人。金沙鎮與金門縣其他地區相同，面臨人口老化與少子化的問題，2024年底金沙鎮人口的年齡構成中，0至14歲人口佔比6.09%，15至64歲人口佔比72.77%，65歲以上人口佔比21.14%，老化指數約為346.98%，是金門縣老年人口佔比最高的行政區，也是中華民國幼年人口佔比最低的鎮。

## 政治

### 歷任首長
| 姓名   | 到任日期（民國） | 卸任日期（民國） | 備註 |
| ------ | ---------------- | ---------------- | --- |
| 張西湖 | 34年10月25日     | 34年12月31日     | 派任鎮長 |
| 黃國存 | 35年1月          | 35年6月30日      | 金湖鎮與滄湖鎮合併張西湖去職。派任鎮長                                                                                              |
| 林延爵 | 35年7月1日       | 36年2月11日      | 黃國存調為縣政府秘書，改派林延爵接任，林為候補人                                                                                    |
| 張榮強 | 36年2月12日      | 38年3月31日      | 第一階段間接民選第一任，37年7月鎮公所被裁員並改制為「鄉」                                                                           |
| 張榮強 | 38年4月          | 38年10月12日     | 第一階段間接民選第二任，建西村飛機場搬石之故張榮強被免職改派張西湖接任                                                              |
| 張西湖 | 38年10月13日     | 38年10月31日     | 縣政府裁撤，實行軍管， 金沙鄉鎮為「金東民政處」，劃分四區，現金沙鎮轄一、二區 鄉長張西湖，調為金東民政處副處長                      |
| 張榮強 | 38年11月1日      | 39年3月15日      | 軍管民政處第一區區長 |
| 王天祝 | 38年11月1日      | 38年11月30日     | 軍管民政處第二區區長，只任一月多被調為小學老師，改派張西湖接任                                                                      |
| 張西湖 | 38年11月30日     | 39年6月30日      | 軍管民政處第二區區長 |
| 張榮強 | 39年3月16日      | 42年1月31日      | 軍管行政公署金碧區區長，三十九年三月十六日三民正處合併為「行政公署」 三十九年七月一日各區合併，金東第一區第二區合併，易名「金碧區」 |
| 張榮強 | 42年2月1日       | 42年11月23日     | 縣派鎮長，軍管停止廢區為鎮鎮名稱恢復為金沙鎮                                                                                        |
| 張榮強 | 42年11月23日     | 43年6月30日      | 第二階段民選第一任 |
| 吳水池 | 43年7月1日       | 44年6月1日       | |
| 鄧振剛 | 44年6月2日       | 47年1月16日      | |
| 謝水義 | 47年1月17日      | 49年6月1日       | |
| 葉德輝 | 49年6月2日       | 52年3月12日      | |
| 張英   | 52年4月1日       | 54年3月31日      | |
| 張立民 | 54年4月2日       | 55年6月1日       | |
| 符文敏 | 56年1月15日      | 60年6月30日      | |
| 黃聖堅 | 60年7月3日       | 64年6月30日      | |
| 張春傳 | 64年7月1日       | 75年1月31日      | |
| 陳佳結 | 75年2月1日       | 83年2月28日      | |
| 黃清壈 | 83年3月1日       | 91年2月28日      | |
| 黃奕焮 | 91年3月1日       | 95年2月28日      | |
| 陳昆第 | 95年3月1日       | 103年12月24日    | |
| 蔡其朝 | 103年12月25日    | 107年12月24日    | |
| 吳有家 | 107年12月26日    | 現任             | |

### 鎮政組織
金沙鎮公所是金沙鎮最高層級的地方行政機關，在中華民國政府架構中為鎮自治的行政機關，同時負責執行縣政府及中央機關委辦事項，金沙鎮的自治監督機關為金門縣政府。鎮長由全體鎮民直接選舉產生，任期為四年，可連選連任一次。金沙鎮公所並置鎮政會議，為鎮政最高決策機構，在鎮長之下，設有6課2室等8個內部單位及1個附屬機關。
金沙鎮民代表會是金沙鎮的最高民意機關，代表金沙鎮全體鎮民立法和監察鎮政。鎮民代表由公民直選選出，任期為四年，可連選連任。金沙鎮民代表會共有8位鎮民代表，選區劃分上為不分區，主席、副主席由8位鎮民代表互選產生。

### 行政區
- 三山里、光前里、何斗里、官嶼里、大洋里、西園里、汶沙里、浦山里

## 教育

### 大專院校
- 銘傳大學（金門校區）
- 國立金門大學(金沙校區)

### 國民中學
- 金門縣立金沙國民中學

### 國民小學
- 金門縣金沙鎮金沙國民小學
- 金門縣金沙鎮何浦國民小學
- 金門縣金沙鎮安瀾國民小學
- 金門縣金沙鎮述美國民小學

## 交通
目前金門縣以公共汽車為主要的大眾運輸工具，金沙鎮的公車總站為沙美車站。主要行駛於金沙鎮的班次如下所述：
- 路線代號5：沙美車站往金城車站(行經 高坑、斗門)
- 路線代號5A：沙美車站往金城車站(行經 劉澳、呂厝)
- 路線代號18：沙美車站往山外車站(行經 碧 山)
- 路線代號18A：沙美車站往山外車站(行經 蔡厝)
- 路線代號27：沙美車站往山外車站(行經 金剛寺)
- 路線代號31：沙美車站往山后(行經 碧山)
- 路線代號32：沙美車站往青嶼(行經 馬山)
- 路線代號33：沙美車站往田埔

## 旅遊

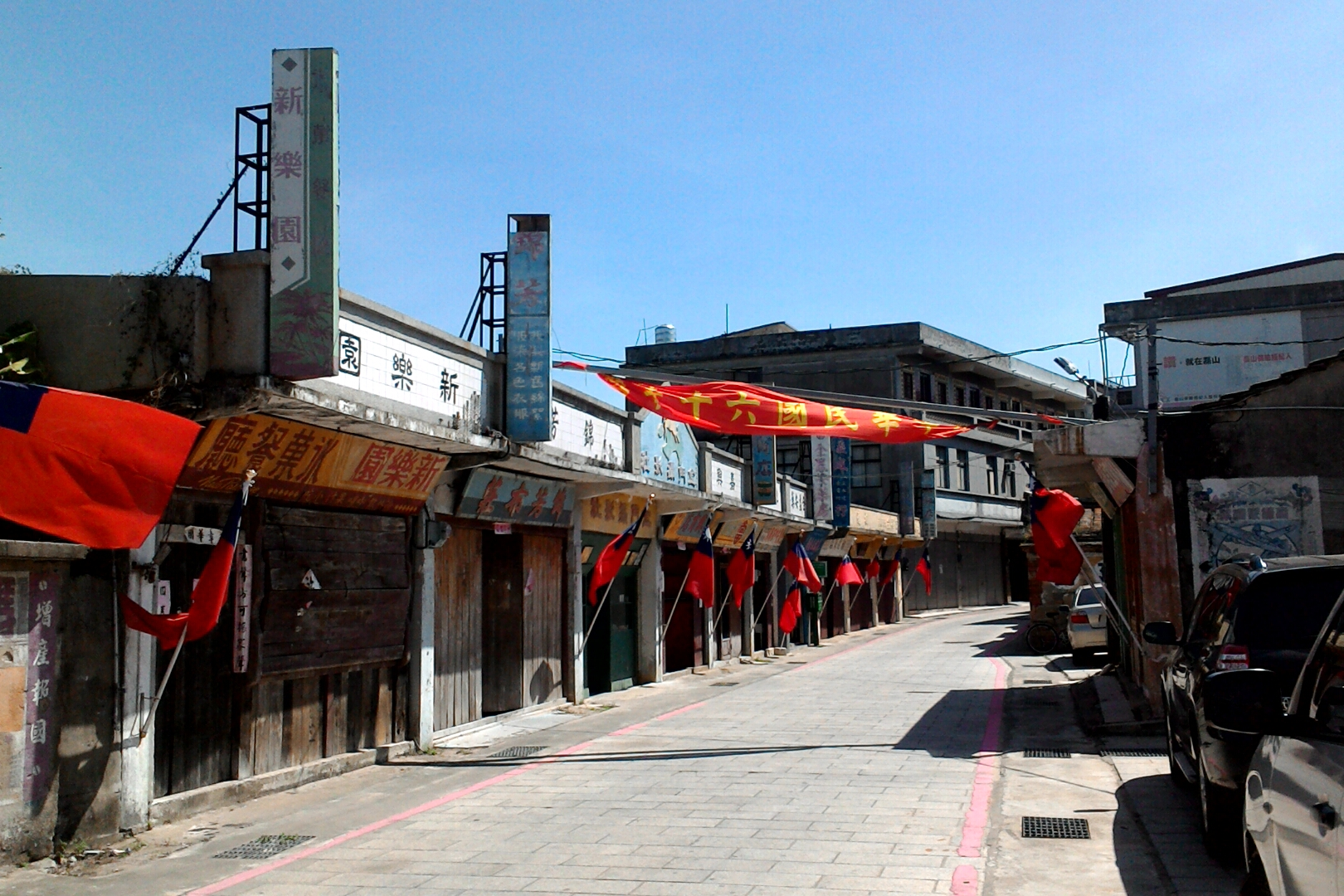
陽翟聚落的軍中樂園電影場景

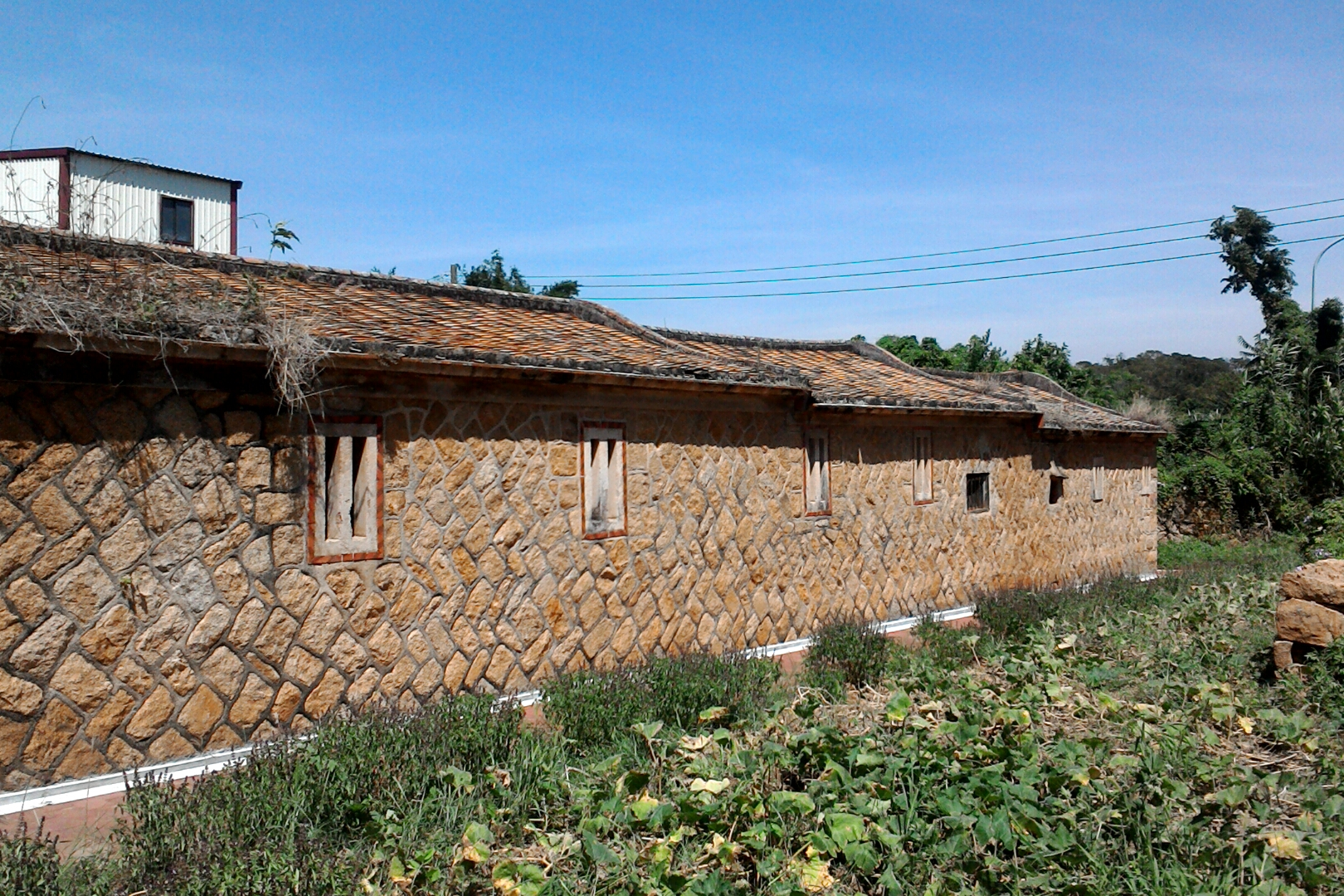
陽翟聚落的人字砌石牆

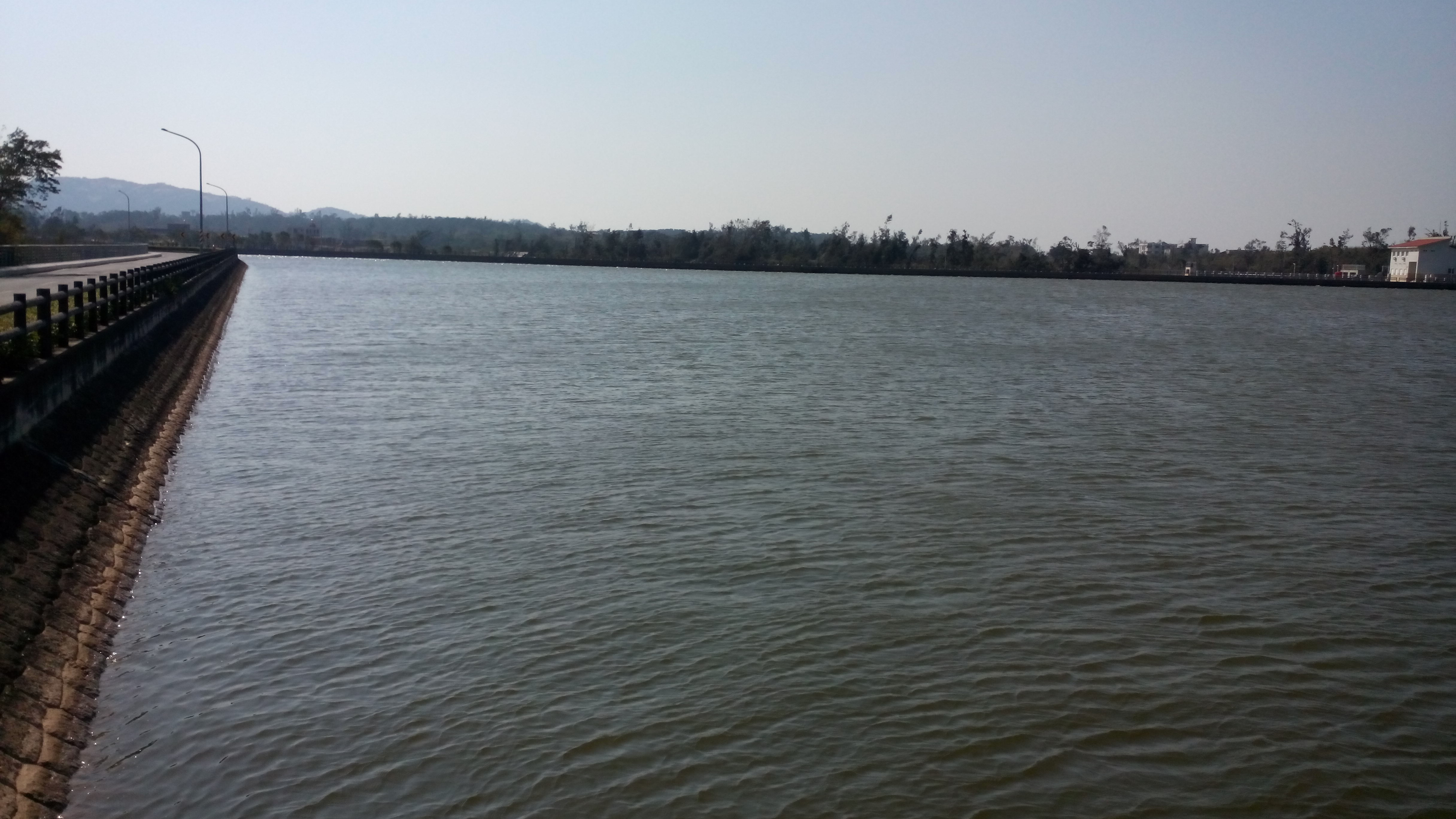
金沙水庫，於民國65年4月興建，供應金東水源

- 金門歷史民俗博物館 （金門文化園區—金門歷史民俗博物館） （页面存档备份，存于）
- 金門民俗文化村
- 獅山砲陣地
- 田埔觀日門（田浦巡檢司城）
- 斗門古樹區
- 西山前李宅
- 屏東登太武山步道
- 方東美紀念亭
- 五虎山植物生態區
- 金沙水庫
- 馬山觀測所
- 馬山三角堡
- 楓香林
- 船型堡
- 西園鹽場

## 姊妹鎮
- 臺灣省屏東縣東港鎮
- 新北市板橋區

## 外部連結
- 金沙鎮公所 （页面存档备份，存于）
- 金沙鎮公所的Facebook專頁
- YouTube上的金沙鎮公所頻道